# Lars Grubbe
Lars Grubbe, född 21 januari 1601 i Linköping, död 23 oktober 1642 i Tyskland, var en svensk ämbetsman.

## Biografi
Lars Grubbe var son till Peder Mattsson Stiernfelt och Anna Björnram samt dotterson till ärkebiskop Andreas Laurentii Björnram. Han tog sig namnet Grubbe efter moderns släkt; hon tillhörde Bureätten.
År 1625 begav han sig till Rostock för studier vid universitetet. Grubbe inträdde 1626 i det kungliga kansliet och tjänstgjorde 1629–32 i fältkansliet som kungens sekreterare. Han användes ofta som rapportör till de olika svenska arméerna och hade ganska vidsträckt fullmakt. Senare användes han av Axel Oxenstierna dels som mellanhand vid dennes förhandlingar med regeringen i Sverige, dels som civil medhjälpare åt Johan Banér och underhandlare hos de tyska furstarna, särskilt kurfursten Georg Vilhelm av Brandenburg. År 1634 blev Grubbe statssekreterare, och samma år utnämndes han efter sin vän och gynnare Johan Adler Salvius till den viktiga posten som svensk resident i Hamburg samt blev 1636 fullmäktig vid den westfaliska armén. Samma år återkallades dock Grubbe till Sverige och blev 1637 även underståthållare och assessor i Kommerskollegium, vilket dock ej ännu trätt i verksamhet. 
Sin största insats torde Grubbe ha gjort sedan han 1641 utnämnts till assistentråd vid den svenska huvudarmén i Tyskland. Under den svåra krisen efter Johan Banérs död tillvaratog han med energi och klokhet den svenska kronans intressen. Efter Lennart Torstensons ankomst blev Grubb hans biträde i politiska ärenden men erhöll även ett regemente, troligen närmast som ett lönetillägg. Han hölls dock mycket utanför den militära ledningen och trivdes därför inte i sin ställning. I slaget vid Breitenfeld 1642 stupade han vid Torstenssons sida.
Grubbe var gift med Catharina Gottschalksdotter från Preussen och fick tillstånd av Gustav II Adolf till att ingå detta äktenskap trots att hustrun var ofrälse. De fick två döttrar, varav en var mor till Gustavus Hamilton.